# Gore Obsessed
Gore Obsessed är det åttonde studioalbumet av det amerikanska death metal bandet Cannibal Corpse. Abumet gavs ut den 26 februari 2002 av skivbolaget Metal Blade Records. Albumet klättrade till nummer 11 på Billboard Top Independent Albums i USA.
Digipak-versionen av detta album innehåller även Metallica-covern "No Remorse". På den japanska versionen är live-versionen av "Compelled to Lacerate" med som bonusspår.

## Låtförteckning
| Nr           | Titel                    | Text               | Musik         | Längd |
| ------------ | ------------------------ | ------------------ | ------------- | ----- |
| 1.           | Savage Butchery          | Webster            | Webster, Owen | 1:50  |
| 2.           | Hatchet to the Head      | Mazurkiewicz       | O'Brien       | 3:34  |
| 3.           | Pit of Zombies           | Webster            | Webster       | 3:58  |
| 4.           | Dormant Bodies Bursting  | Mazurkiewicz       | Owen          | 2:00  |
| 5.           | Compelled to Lacerate    | Webster            | Webster       | 3:29  |
| 6.           | Drowning in Viscera      | Mazurkiewicz       | O'Brien       | 3:36  |
| 7.           | Hung and Bled            | Webster            | Webster       | 4:13  |
| 8.           | Sanded Faceless          | Mazurkiewicz       | O'Brien       | 3:51  |
| 9.           | Mutation of the Cadaver  | Webster            | Webster       | 3:09  |
| 10.          | When Death Replaces Life | Owen, Mazurkiewicz | Owen          | 4:59  |
| 11.          | Grotesque                | Webster            | Webster       | 3:42  |
| Total längd: | Total längd:             | Total längd:       | Total längd:  | 38:15 |

| 12. | No Remorse (Metallica-cover) | Hetfield | Hetfield, Ulrich | 6:16 |

## Medverkande
Musiker (Cannibal Corpse-medlemmar)
- George "Corpsegrinder" Fisher – sång
- Pat O'Brien – gitarr
- Jack Owen – gitarr
- Alex Webster – basgitarr
- Paul Mazurkiewicz – trummor

Produktion
- Cannibal Corpse – producent
- Neil Kernon – producent, ljudmix
- Justin Leeah – ljudtekniker
- Ramon Breton – mastering
- Vincent Locke – omslagskonst
- Alex McKnight – foto